# Гроус Појнт (Мичиген)
Гроус Појнт (енгл. Grosse Pointe) град је у америчкој савезној држави Мичиген. По попису становништва из 2010. у њему је живело 5.421 становника.

## Демографија
Према попису становништва из 2010. у граду је живело 5.421 становника, што је 249 (4,4%) становника мање него 2000. године.
| Група             | 2000.         | 2010.         |
| Белци             | 5.449 (96,1%) | 4.973 (91,7%) |
| Афроамериканци    | 45 (0,8%)     | 180 (3,3%)    |
| Азијати           | 59 (1,0%)     | 85 (1,6%)     |
| Хиспаноамериканци | 83 (1,5%)     | 98 (1,8%)     |
| Укупно            | 5.670         | 5.421         |